# Láska v bílém pekle
Láska v bílém pekle (v anglickém originále North & South) je čtyřdílná televizní minisérie z roku 2004 natočená v produkci BBC na motivy románu Sever a Jih z roku 1855 od anglické spisovatelky Elizabeth Gaskellové.
Pro televizi román zpracovala scenáristka Sandy Welch, režie se chopil Brian Percival. Film byl vysílán na televizní stanici BBC1 v listopadu a prosinci roku 2004 a setkal se s nadšeným ohlasem diváků. Společnost BBC byla překvapena tak silným pozitivním ohlasem, že na naléhání diváků už 11. dubna 2005 vydala DVD North and South.

## Děj
Margaret Haleová se spolu se svými rodiči Marií a Richardem přestěhuje do fiktivního města jménem Milton na severu Anglie. Její otec se totiž rozhodl, že opustí své povolání duchovního kvůli určitým doktrinálním rozporům. Margaret a zejména její matka to velmi těžce nesou, protože Milton se od jejich původního domova v Helstonu liší jako den od noci. Helstone byl místem obklopeným nádhernou přírodou anglického venkova, zatímco Milton překypuje továrnami, kouřem a věčně zaneprázdněnými lidmi. Za sebou zanechává Margaret i svůj život v Londýně u zámožných příbuzných – tety Shawové a její právě provdané dcery (a Margaretiny sestřenice) Edith Lennoxové. Než odjela Margaret z Helstonu, navštívil ji Henry Lennox, Edithin švagr, který ji nabídl sňatek. Jeho nabídku však Margaret odmítla s odůvodněním, že na svatbu ještě není připravená.
Když do Miltonu Haleovi dorazí, musí nejprve sehnat vhodný dům, který by si mohli pronajmout k bydlení. Univerzitní přítel pana Halea, pan Bell, se mu rozhodne pomoci a požádá svého nájemce, továrníka pana Thorntona, aby se pro Haleovy po něčem vhodném poohlédl. Pan Hale začne vykonávat práci soukromého učitele. Jedním z jeho žáků je právě i továrník John Thornton, který na Margaret neudělá nejlepší dojem, když ta ho přistihne, jak bije muže, kterého chytil při kouření v jeho továrně na zpracování bavlny. Thornton se pak snaží Margaret vysvětlit, že je nucen jednat tvrdě v zájmu předcházení požáru, ale Margaret už má na Thorntona názor utvořený. Nicméně postupně si na něj začíná zvykat a objevuje jeho lepší povahové vlastnosti. Thorntonova matka ale Margaret nemá moc v lásce, protože na ni žárlí a popuzuje ji i Margaretina povýšenost. Mezitím stačí Margaret navázat přátelské styky i s miltonskými dělníky – zejména s Nicholasem Higginsem a jeho dcerou Bessy, která je vážně nemocná. Její nemoc je způsobena tím, že se v mládí nadýchala prachu a chmýří, které poletovalo vzduchem při zpracovávání bavlny. Margaret se dovídá, že Bessy se to přihodilo v továrně pana Hampera. Když se to její otec Nicholas Higgins dověděl, přesunul ji do Thorntonovy marlboroughské továrny, která byla vybavena zařízením na čištění vzduchu. Ostatní továrníci toto zařízení odmítli instalovat kvůli zvýšeným výdajům.
Margaret si všimne, že matčino zdraví se horší a že ji několikrát navštívil lékař. Paní Haleová si přeje, aby ještě před smrtí naposledy spatřila svého syna Freda. Fred byl zapletený do vzpoury proti šílenému a krutému kapitánovi na lodi, na které byl důstojníkem a při návratu do Anglie mu hrozí trest smrti pověšením. Fred se od té doby skrývá v Cadizu ve Španělsku. Margaret si je vědoma nebezpečí, ale přesto s ohledem na matčino přání napíše bratrovi o její nemoci. Margaret navštíví Thorntonovy, aby si pro matku vypůjčila vodní matraci, ale v té době zrovna vypukne stávka. Margaret při ní zachrání život Johnu Thorntonovi a sama je zraněna. Thornton si její jednání vysvětlí jako projev její lásky k sobě.
Margaret se rychle zotaví a vrací se domů.Druhý den ji Thornton navštíví a požádá o ruku. Margaret ho odmítá. Pohrdá jím a myslí si, že se Thornton cítí být nadřazený ostatním kvůli svému postavení zaměstnavatele a že se domnívá, že si ji může svými penězi „koupit“. Thornton to popírá a vyznává jí lásku, ale Margaret tomu odmítá uvěřit.
Aby trochu rozptýlila svou matku i sebe, rozhodne se Margaret navštívit Velkou výstavu v Londýně. V doprovodu své tety paní Shawové, její dcery paní Lennoxové, jejího manžela a Henryho Lennoxe, právníka, který Margaret stále miluje, se setkává na této výstavě s Thorntonem, který předvádí nové stroje a diskutuje s přihlížejícími pány. Ti mu naslouchají s respektem a obdivem pro jeho rozumné a zkušenostmi podložené názory. Margaret se cítí trapně, když se setkává s Thorntonem tak brzy po tom, co odmítla jeho nabídku k sňatku. Nicméně ho brání, když se jeho osobu žárlivý Henry Lennox snaží zlehčit a ironizovat proto, že Thornton je „jen“ obchodník. Když Margaret vidí Thorntona a Lennoxe pohromadě, uvědomuje si, oč obdivuhodnější je Thorntonova čestnost a přímost proti módnímu sarkasmu a plytkému žertování Henryho Lennoxe.
Když se Margaret vrací domů, zjišťuje, že se za její nepřítomnosti matce velmi přitížilo. Všichni se obávají, že zanedlouho zemře. Margaretin bratr přijíždí právě včas, aby své matce mohl dát poslední sbohem. Za doby Fredovy návštěvy přichází Haleovy navštívit Thornton, ale Margaret ho nemůže ke své lítosti přijmout, protože by mohlo dojít k vyzrazení Fredovy přítomnosti. Thornton si to ale vyloží tak, že Margaret ho již nechce vidět. Rodině oddaná služebná Dixonová při pochůzkách po městě potkává jednoho bývalého člena Fredovy lodní posádky, a proto se rodina rozhodne, že Fred nesmí otálet do matčina pohřbu a že musí odjet okamžitě z Miltonu. Margaret ho jde vyprovodit večer na nádraží a před odjezdem ho obejme. Dvojici ale spatří kolemjdoucí Thornton a myslí si, že Fred je Margaretin tajný milenec.
Po Bessiině smrti Thornton zaměstná Higginse a k vzájemnému překvapení spolu vycházejí velmi dobře. Zjišťují, že přes své rozdíly mají spoustu společného. Higgins za Thorntonovy podpory prosadí provoz závodní jídelny s levným jídlem pro dělníky a Thornton začíná rozumět i názorům svých zaměstnanců. Nicméně kvůli potížím způsobeným stávkou je Thornton ve finančních potížích a nakonec je nucen ukončit provoz továrny.
Margaretin otec umírá a ona odjíždí zpět na jih ke svým příbuzným v Londýně. Její kmotr pan Bell zjišťuje, že trpí smrtelnou nemocí a rozhodne se Margaret učinit svou jedinou dědičkou s tím, že se sám odstěhuje do Argentiny, kde prožil své dětství. Margaret se tak zároveň stává i majitelkou marlboroughské továrny a John Thornton jejím nájemcem. Thornton se od Higginse dovídá, že muž, kterého tehdy viděl s Margaret, byl její bratr Fred a nesmírně se mu uleví. Rozhodne se navštívit bývalý Margaretin domov – Helstone a na cestě zpět do Miltonu se s Margaret na nádraží potkává, když se ona zrovna vrací ze své návštěvy v Miltonu. Margaret Thorntonovi udělá výhodnou obchodní nabídku, díky které by mohla být Thorntonova továrna znovuotevřena. Margaret a Thornton si vyznávají lásku a odjíždí domů, do Miltonu.

## Obsazení
Daniela Denby-Ashe ... Margaret Haleová

Richard Armitage ... John Thornton

Tim Pigott-Smith ... Richard Hale

Emma Ferguson ... Edith Shawová-Lennoxová

Travis Oliver ... kpt. Maxwell Lennox

Jane Booker ... paní Shawová

Lesley Manville ... Maria Haleová

John Light ... Henry Lennox

Pauline Quirke ... Dixonová

David Fleeshman ... majitel

William Houston ... John Boucher

Tom Charnock ... Williams

Frank Lauder ... Stephens

Anna Maxwell Martin ... Bessy Higginsová

Sinéad Cusack ... Hannah Thorntonová
Jane Cameron ... mladá žena

Ian McHale ... Stone

Brendan Coyle ... Nicholas Higgins

Jo Joyner ... Fannie Thorntonová

David Crellin ... pan Slickson

Shaun Hennessey ... pan Henderson

Martin Walsh ... pan Hamper

Tim Faraday ... pan Watson

Jonathan Magnanti ... Harkness

Caroline Pegg ... paní Boucherová

Kay Lyon ... Mary Higginsová

John Finn ... dozorce

Carl McCrystal ... dělník u Hendersona

Simon Cassidy ... dělník

Elianne Byrne ... dělnice

Emma Ashton ... matka

Rae Kelly ... Jenny

Holly Scourfield ... Lizzie

Rupert Evans ... Frederick Hale

Martin Henshell ... dělník u Slicksona

Sam Chapman ... dělník u Thorntona

Philip Ralph ... dělník u Brashe

Brian Protheroe ... pan Bell

Will Tacey ... pan Latimer

Lucy Brown ... Ann Latimerová

Richard Evans ... Dr. Donaldson

Karl Haynes ... účastník stávky

Katie Wimpenny ... Jane

Marc Finn ... Inspektor

Angus Kennedy ... obchodník

Russell Mabey ... Leonards

Ben Crompton ... Inspektor Mason

Matthew Storey ... policista

Spencer Wild ... Tom Boucher

Isabel Pollen ... manželka p. Parsona

George Potts ... Parson

Brian Percival … režie

Sandy Welch … scénář

Elizabeth Gaskellová … román

Martin Phipps … hudba

## Zajímavosti

### Představitel Johna Thorntona
Zdá se, jako by představitel role Johna Thorntona, Richard Armitage, byl pro tuto roli vysloveně předurčen. Jeho babička byla přadlena, někteří z jeho předků pracovali jako horníci. Jeho matka se jmenuje Margaret a otec John, stejně jako hlavní postavy filmu. Richard Armitage se narodil a žil na severu Anglie (město Leicester), stejně jako filmový John Thornton.

### Počátky
Sandy Welch začala pracovat na adaptaci románu Elizabeth Gaskellové z roku 1855 v roce 2001. Provedla několik úprav, aby zdůraznila průmyslové prostředí, do kterého je zasazen příběh. Scénář začíná i končí scénou, ve které hlavní postava, Margaret Haleová, cestuje vlakem – v tom se scénář od románu odlišuje. Stejně tak nenajdeme v románu scénu, ve které si Margaret prohlíží Velkou výstavu, která se konala v roce 1851. Autorka scénáře cítila, že právě to jsou scény, které by sama Gaskellová do svého románu zapracovala, kdyby jen měla více času. Charles Dickens, redaktor časopisu Household Words, ve kterém román Gaskellové vycházel na pokračování, byl totiž velmi netrpělivý a naléhal na dokončení příběhu. V létě roku 2003 se scénáře chopila producentka Kate Bartlett.

### Herecké obsazení
Daniela Denby-Ashe původně usilovala o roli Fanny Thorntonové, marnivé a zhýčkané sestry Johna Thorntona, ale producenti byli nadšeni její přímostí, energií, šarmem a jiskřením, které probíhalo při zkouškách mezi ní a Richardem Armitagem, že se rozhodli jí nabídnout roli Margaret Haleové, což Daniela Denby-Ashe přijala.
Richard Armitage byl jedním z prvních, kteří se o roli ucházeli, a i když jím byli producentka Kate Bartlett nadšená, chtěla vyzkoušet i jiné zájemce. Celý proces vybírání hlavních představitelů byl velmi náročný a zdlouhavý, ale nakonec dospěli k závěru, že právě Armitage je pro roli Thorntona ten pravý.

### Natáčení
Film se natáčel od konce dubna 2004 do července 2004. Děj filmu se odehrává ve fiktivním městě Milton, pro něž byl předlohou Manchester, město, ve kterém Elizabeth Gaskellová bydlela. Nicméně producenti si jako kulisu vybrali Edinburgh, protože toto město si zachovalo více architektury z viktoriánského období. Jednou z hlavních lokací se stalo Keighley v západním Yorkshiru. Vnější záběry na továrnu byly pořízeny v továrně v Daltonu. Scény odehrávající se uvnitř továrny byly natočeny v textilním muzeu Helmshore v Lancashiru. Dalším natáčecím místem se stal Londýn a Burnley v Lancashiru. Konečná scéna ve filmu se točila na nádraží v Bluebellu v Sussexu.

### Hudba
Hudba k filmu, kterou složil Martin Phipps, je založená na klavírní melodii, která se prolíná filmem v růrných variacích a rytmech. Hudba je obzvlášť výrazná a jasná, kdykoli k dojde k nějakému zvratu ve vztahu mezi Margaret a Thorntonem.

### Odezva
BBC nepředpokládala nějak významnou sledovanost filmu, nicméně diváci byli nadšeni. Několik hodin poté, co se v listopadu 2004 vysílal první díl, byla diskuzní stránka k filmu tak přehlcená kladnými ohlasy diváků, že ji BBC musela kvůli přetíženosti uzavřít. Úspěch filmu se mimo jiné přičítá i představiteli Johna Thorntona, Richardu Armitageovi, jehož ztvárnění rezervovaného a zásadového továrníka pro mnohé představovalo jistou paralelu k hereckému výkonu Colina Firtha jako pana Darcyho v adaptaci románu Pýcha a předsudek, natočené rovněž v produkci BBC v roce 1995. I zpětná vazba ze strany diváků na oba herce byla velmi podobná.